# Rebus (Bridge)
Rebus, ouverture voor orkest is een compositie van Frank Bridge. Het was het laatste werk, dat hij voltooide. Hij begon nog aan een symfonie voor strijkinstrumenten, maar kreeg deel 1, het Allegro moderato, al niet meer af.
In de dreiging van de Tweede Wereldoorlog begon Bridge aan het componeren van een ouverture voor orkest. Hij schreef in mei 1940 aan zijn sponsor Elizabeth Sprague Coolidge dat hij ideeën had voor het schrijven van een ouverture. De werktitel luidde Rumour. Echter het begrip Rumour (gerucht) kreeg in een aanloop naar die oorlog een beladenheid, die niet paste bij een werk dat Bridge voor ogen had. Aldus schreef Bridge naar zijn inmiddels naar de Verenigde Staten vertrokken vriend Benjamin Britten en hij kondigde daarbij ook de definitieve titel aan: Rebus. Het negatieve beeld van mysterie Rumour was gewijzigd in een positief beeld, de raadselachtigheid en speelsheid van een rebus. De verbinding met de oorlog dat Rumour had was verdwenen. De muziek doet dan ook geenszins denken aan oorlog.
Rebus werd echter ingehaald door de tijd. Bridge beloofde het werk af te hebben voor de Proms van 28 september 1940, maar door de oorlog werd het concert afgelast. Bridge werd zelf ook door de tijd ingehaald, op 10 januari 1941 overleed de componist, zonder dat hij het werk heeft kunnen horen. Dankzij vriend Henry Wood kon het werk op 23 februari 1941 postuum uitgevoerd worden als een soort In memoriam in een concert dat geheel gewijd was aan muziek van Bridge. Geheel goed ging de voorbereiding niet. Ethel Bridge kon de situatie nog nauwelijks aan en de radioapparatuur liet het bijna afweten, ook weer vanwege de oorlog. Een Promspremière kwam het jaar daarop toen Wood het London Symphony Orchestra leidde op 23 augustus 1941. Ook dat verliep niet gladjes; het concert werd een uur vervroegd om iedereen in de gelegenheid te stellen op tijd thuis te zijn, voordat alles verduisterd werd.
tempi: Allegro deciso – poco moderato – tempo giusto – ben ritmico – tempo I – moderato – largamente – moderato – proco moderato – allegro vivo.

## Orkestratie
- 3 dwarsfluiten waarvan 1 ook piccolo, 2hobo’s, 1 althobo, 2 klarinetten, 1 basklarinet, 2 fagotten, 1 contrafagot
- 4 hoorns, 3 trompetten, 3 trombones, 1 tuba
- pauken, percussie bestaande uit bekkens, trinagel, kleine trom, grote trom, 1 harp
- violen, altviolen, celli, contrabassen

## Discografie
- Uitgave Chandos: BBC National Orchestra of Wales o.l.v. Richard Hickox, een opname van 2003
- Uitgave Lyrita: London Philharmonic Orchestra o.l.v. Nicholas Braithwaite